# بطولة العالم لسباقات فورمولا 1 موسم 1967
بطولة العالم لسباقات فورمولا 1 موسم 1967 عقدت في سنة 1967 م، وفاز بها ديني هولم (بالإنجليزية: Denny Hulme)‏ من فريق برابهام (بالإنجليزية: Brabham)‏ بسيارته الريبكو. ديني هولم الذي بدأ السباق في الخط رقم 0 حصل على أفضل توقيت في الجولة 2 من السباق في أسرع لفة له. هذا السائق في المجموع حصد 51 نقطة.

## الوصلات الخارجية
- الموقع الرسمي للفورمولا 1